# Pseudococcobius terryi
Pseudococcobius terryi är en stekelart som först beskrevs av David Timmins Fullaway 1913. 
Pseudococcobius terryi ingår i släktet Pseudococcobius och familjen sköldlussteklar. Inga underarter finns listade i Catalogue of Life.